# 阿科班巴省

阿科班巴省（西班牙語：Provincia de Acobamba），是秘魯的省份，位於該國中南部萬卡韋利卡大區，首府是阿科班巴，面積910平方公里，2005年人口62,868，人口密度為每平方公里69人。

## 外部連結
- （西班牙文） Official municipal website

12°50′27″S 74°34′14″W / 12.84083°S 74.57056°W